# Meyrals
Meyrals (okzitanisch: Mairal) ist ein Ort und eine südwestfranzösische Gemeinde (commune) mit 710 Einwohnern (Stand 1. Januar 2022) in der alten Kulturlandschaft des Périgord im Département Dordogne im Nordosten der Region Aquitanien.

## Lage
Der Ort Meyrals liegt im Périgord Noir zwischen der Vézère und der Dordogne in einer Höhe von ca. 160 m ü. d. M. und etwa 17 Kilometer (Fahrtstrecke) westlich von Sarlat-la-Canéda. Zur Gemeinde gehören auch mehrere Weiler und Einzelgehöfte, darunter auch der Weiler Bernifal.

## Bevölkerungsentwicklung
| Jahr      | 1968 | 1975 | 1982 | 1990 | 1999 | 2006 | 2012 | 2018 |
| Einwohner | 434  | 368  | 385  | 417  | 468  | 519  | 580  | 646  |

Im 19. Jahrhundert lag die Einwohnerzahl der Gemeinde meist bei etwa 800 bis 900 Personen. Die Reblauskrise im Weinbau und der Verlust von Arbeitsplätzen durch die Mechanisierung der Landwirtschaft führten zu einem kontinuierlichen Bevölkerungsrückgang, dessen Tiefpunkt möglicherweise in den 1970er und 1980er Jahren erreicht wurde.

## Wirtschaft
Bis in die heutige Zeit spielt die Landwirtschaft die größte Rolle im Wirtschaftsleben der Gemeinde. Der hier betriebene Weinbau ist jedoch nach der Reblauskrise gänzlich aufgegeben worden. Tabak und Mais sind ebenfalls auf dem Rückzug – stattdessen dominieren Wälder, Felder und Weiden, aber auch Walnuss-, Esskastanien- und Obstbäume die Region. Auch Gänseleberpastete und Trüffel zählen zu den regionalen Spezialitäten. Einige leerstehende Häuser werden als Ferienwohnungen (gîtes) vermietet.

## Geschichte
Mehrere Funde lassen auf vorgeschichtliche Aktivitäten des Menschen in der Region schließen. Obwohl der Bau der Pfarrkirche dem 12. Jahrhundert zuzurechnen ist, ist der Ortsname in keiner mittelalterlichen Urkunde erwähnt und erscheint erstmals im 18. Jahrhundert.

## Sehenswürdigkeiten

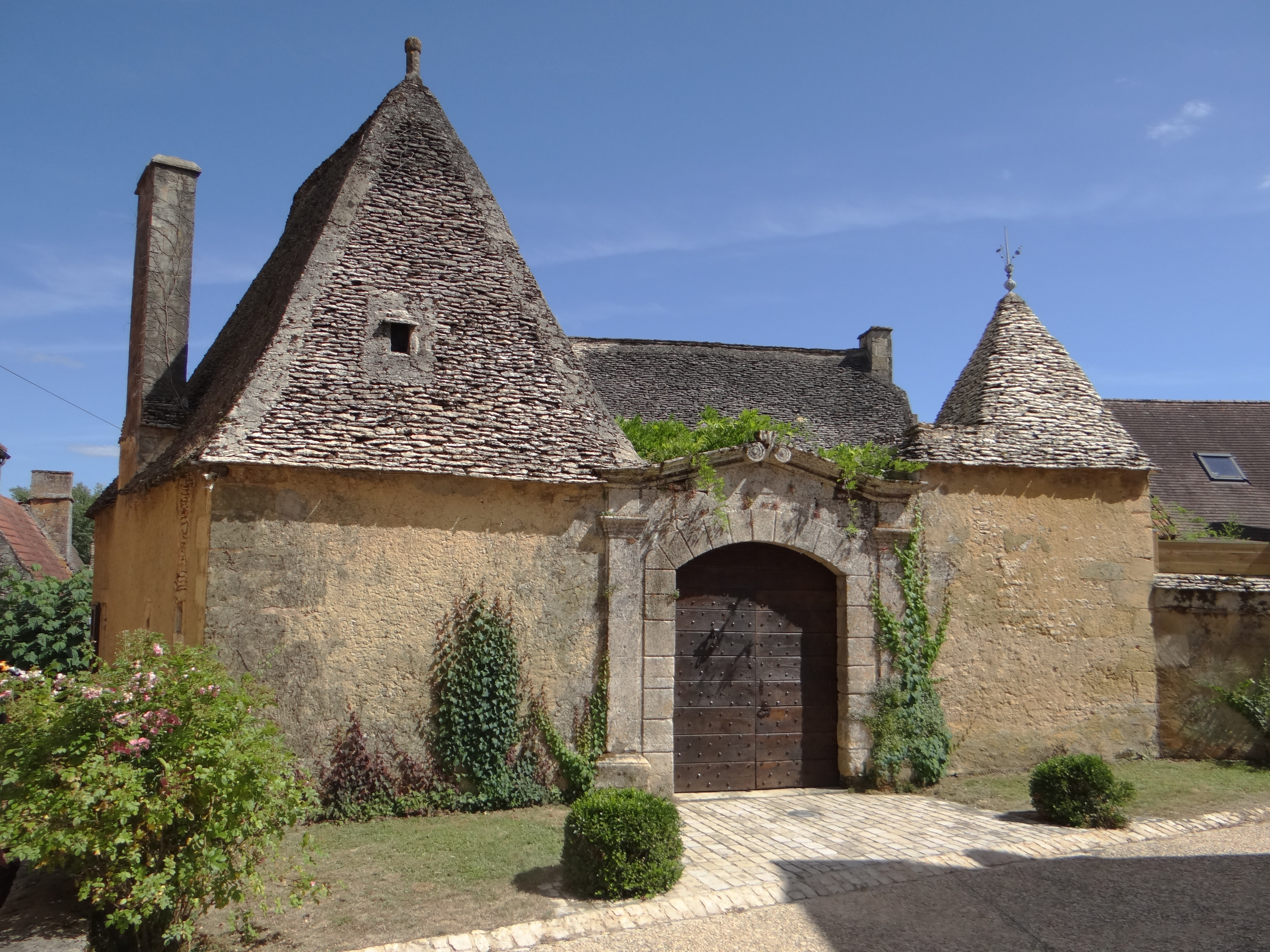
Gutshof im Ortszentrum

- Die Straßen des Ortes werden noch von vielen Häusern aus Bruchsteinen gesäumt; einige haben Dächer aus Steinschindeln (lauzes).
- Die einschiffige romanische Kirche Saint-Eutrope mit ihrem imposanten rechteckigen Glockengiebel stammt aus dem 12. Jahrhundert; sie war zeitweise eine Prioratskirche von Saint-Cyprien. Die Ostteile wurden nach dem Ende des Hundertjährigen Krieges (1337–1453) wehrhaft überarbeitet; das Westportal stammt aus dem 18. Jahrhundert. Im Innern der Kirche befinden sich zwei Weihwasserbecken in Muschelform, was als Hinweis auf den Jakobsweg verstanden werden kann. Das Kirchenbauwerk wurde im Jahr 2007 als Monument historique[1] anerkannt.
- Die Existenz des außerhalb des Ortes (44° 52′ 58″ N, 1° 3′ 50″ O) stehenden Renaissanceschlosses Château de la Roque ist schon im 12. Jahrhundert belegt; der heutige Bau stammt jedoch im Wesentlichen aus dem 16./17. Jahrhundert. Der hochaufragende, in Privatbesitz befindliche Baukomplex kann nur teilweise (Innenhof und Schlosskapelle) besichtigt werden; er wurde bereits im Jahr 1927 als Monument historique[2] eingestuft.

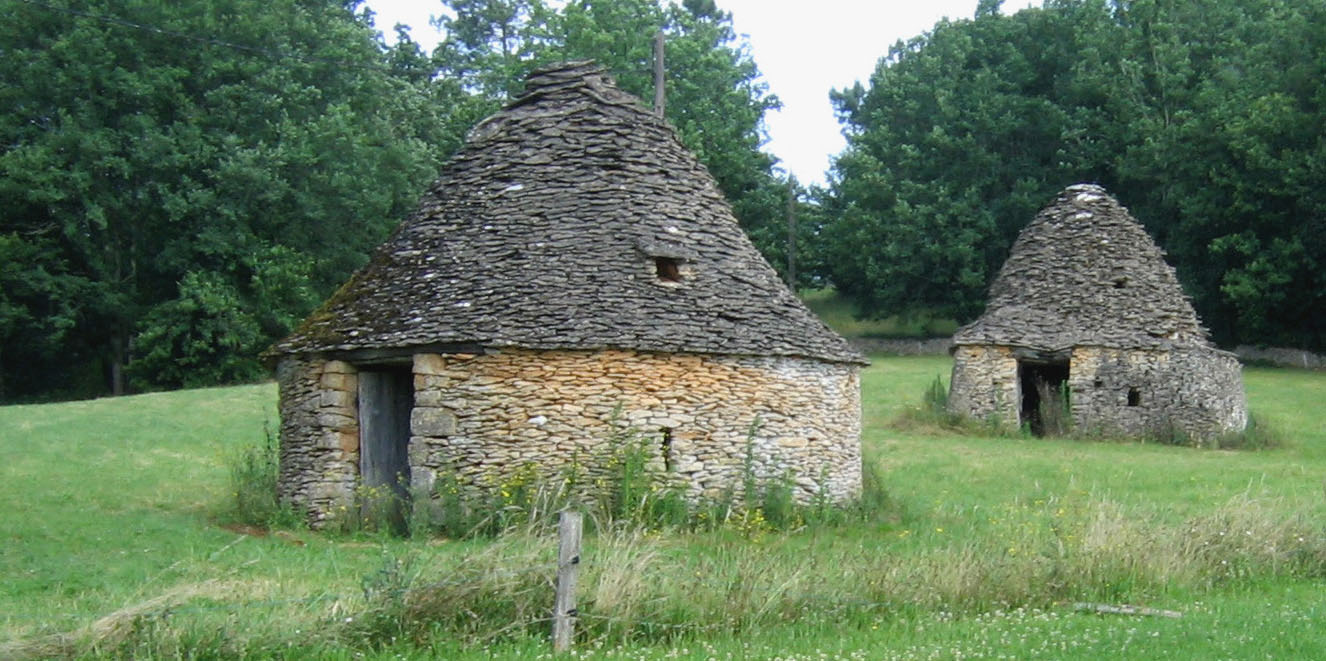
Feldsteinhütten (cabanes)

- Die bereits von prähistorischen Menschen genutzte und mit Zeichnungen und Malereien ausgestattete Grotte von Bernifal (44° 55′ 52″ N, 1° 4′ 3″ O) wurde im Jahr 1898 wiederentdeckt und bereits im Jahr 1904 in die Liste der Monuments historiques[3] eingetragen.
- Die benachbarte Grotte du Bison ist seit dem Jahr 2005 als Monument historique[4] eingestuft.
- In geringer Entfernung befindet sich die Grotte du Grand Lac, die ebenfalls Spuren menschlicher Aktivitäten enthält und seit 1981 als Monument historique[5] anerkannt ist.
- In der Umgebung von Meyrals auf dem Flurstück ‚Boyer‘ haben sich einige imposante Steinhütten aus Trockenmauerwerk (cabanes) erhalten.

## Feste
Alljährlich im Sommer findet auf einer Wiese beim Ort das originelle Fest der Vogelscheuchen (Fête des Épouvantails) statt.

## Persönlichkeiten
- Christophe de Beaumont (1703–1781) wurde auf Schloss La Roque geboren und war in den Jahren 1746–1781 Erzbischof von Paris. Er war ein erklärter Gegner der Thesen von Jean-Jacques Rousseau.